# Роде, Франц
Франц Роде́ (словен. Franc Rode; род. 23 сентября 1934, в селе Родица близ городка Домжале недалеко Любляны, Словения, Королевство Югославия) — первый словенский кардинал, лазарист. Архиепископ Любляны с 5 марта 1997 по 11 февраля 2004. Префект Конгрегации по делам институтов посвящённой жизни и обществ апостольской жизни с 11 февраля 2004 по 4 января 2011. Кардинал-дьякон с титулярной диаконией Сан-Франческо-Саверио-делла-Гарбателла с 24 марта 2006 по 20 июня 2016. Кардинал-священник с титулом церкви pro hac vice Сан-Франческо-Саверио-делла-Гарбателла с 20 июня 2016.

## Ранняя жизнь
Родился Франц Роде 23 сентября 1934 года, в селе Родица близ городка Домжале, митрополия Любляны, Королевство Югославия (теперь Словения). В 1945 году его семья нашла убежище в Австрии, а в 1948 году переехала в Аргентину. Вступил Конгрегацию Миссии (лазаристов), в Буэнос-Айресе, в 1952 году. Образование получил в Папском Григорианском Университете, в Риме и в Католическом Институте, в Париже (докторантура в богословии, 1968 год).
Посвящён в священники 29 июня 1960 года, в Париже, Андре Дефебром, лазаристом, высланным епископом Нингсьена. В 1965 году, по требованию его главы конгрегации, возвратился в Югославию, где в 1965—1978 годах работал вице-пастором; директором обучения его конгрегации; провинциальным надзирателем; профессором фундаментального богословия и миссионологии на теологическом факультете Любляны.
В 1978—1981 годах советник Секретариата по делам неверующих. Перешёл на службу в эту дикастерию в 1981 году. В 1982—1993 годах заместитель секретаря Совета. Он помог организовывать некоторые существенные сессии диалога с европейскими марксистами. В 1993 году, папа римский объединил Папский Совет по Культуре и Папский Совет по делам неверующих и назначил Роде секретарем нового Папского Совета по Культуре.

## Архиепископикардинал
Избран архиепископом Любляны 5 марта 1997 года. Посвящён в епископы 6 апреля 1997 года в Кафедральном соборе Любляны, Алоизием Шуштаром, архиепископом Любляны на покое, которому помогали Франц Перко, архиепископ Белграда, и Алоизиус Маттиас Амброзич, архиепископ Торонто. Он успешно вел переговоры по новому конкордату к заключительному одобрению в 2004 году.
С 1997 по 2004 год возглавлял Конференцию католических епископов Словении.
11 февраля 2004 года назначен префектом Конгрегации Институтов Посвященной Жизни и Обществ Апостольской Жизни.
Папа римский Бенедикт XVI возвёл Роде в кардиналы на своей первой консистории от 24 марта 2006 года, сделав его кардиналом-дьяконом с титулярной диаконией Сан-Франческо-Саверио-делла-Гарбателла.
Роде — первый словенский кардинал с момента обретения страной независимости.
23 сентября 2014 года кардиналу Францу Роде исполнилось восемьдесят лет и он потерял право на участие в Конклавах.

## Отставка
4 января 2011 года, состоялась долгожданная отставка кардинала Роде с поста префекта Конгрегации Институтов Посвященной Жизни и Обществ Апостольской Жизни, в связи с достижением предельного возраста по каноническому праву. Преемником кардинала Роде стал бразильский прелат — архиепископ Бразилии Жуан Брас ди Авис.

## Награды
- Золотой Орден «За заслуги»[словен.] (20 декабря 2021 года, Словения)[3].